# Robert Young (Schauspieler)

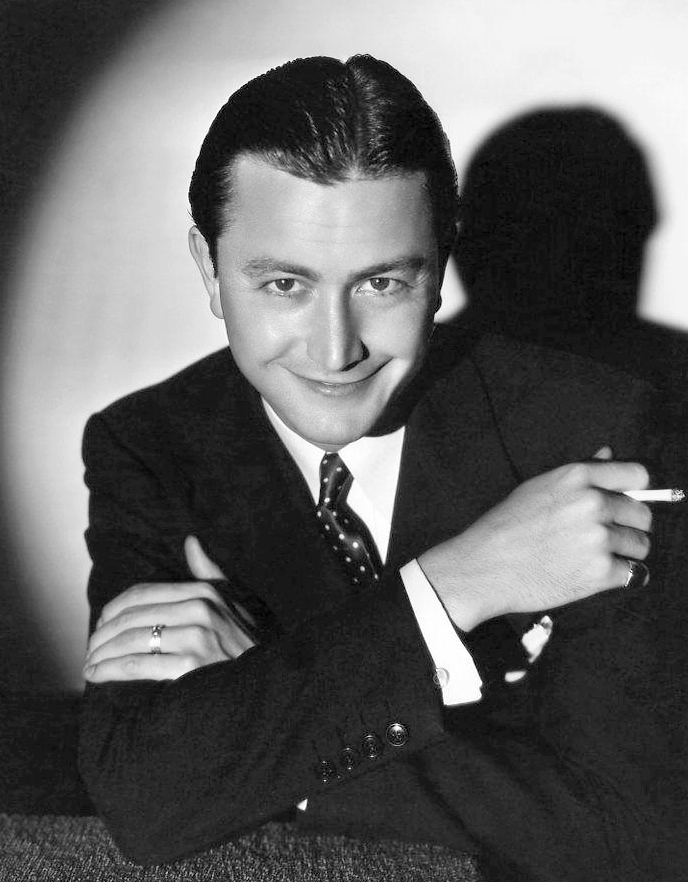
Robert Young (1934)

Robert George Young (* 22. Februar 1907 in Chicago, Illinois; † 21. Juli 1998 in Westlake Village, Kalifornien) war ein US-amerikanischer Schauspieler.

## Leben und Karriere
Young studierte von 1927 bis 1931 Schauspiel am Pasadena Playhouse und sammelte dort erste Schauspielerfahrungen. 1928 wirkte er erstmals an einem Kurzfilm mit, 1931 gab er mit dem Kriminalfilm Charlie Chan – Der Tod ist ein schwarzes Kamel sein Langfilmdebüt. In den 1930er-Jahren bei Metro-Goldwyn-Mayer unter Vertrag, konnte er sich bereits nach wenigen Filmen in großen Rollen etablieren. Er spielte zumeist freundliche und charmante Charaktere, die jedoch bisweilen auch etwas langweilig wirkten, weshalb Young am Ende des Films auch nicht immer die Hauptdarstellerin abbekam. Die Chance auf einen etwas anderen Rollentypus erhielt er 1936, als er von MGM nach England ausgeliehen wurde und unter der Regie von Alfred Hitchcock in dem Thriller Geheimagent einen kaltblütigen Spion spielte. Großen Erfolg hatte er 1940 an der Seite von James Stewart in Tödlicher Sturm und neben Spencer Tracy in Nordwest-Passage. Ein Jahr später hatte er eine seiner besten Filmrollen in der Titelrolle des Dramas H.M. Pulham, Esq. von King Vidor, in dem er einen steifen Geschäftsmann mittleren Alters verkörperte, der über vertane Lebenschancen resümiert.

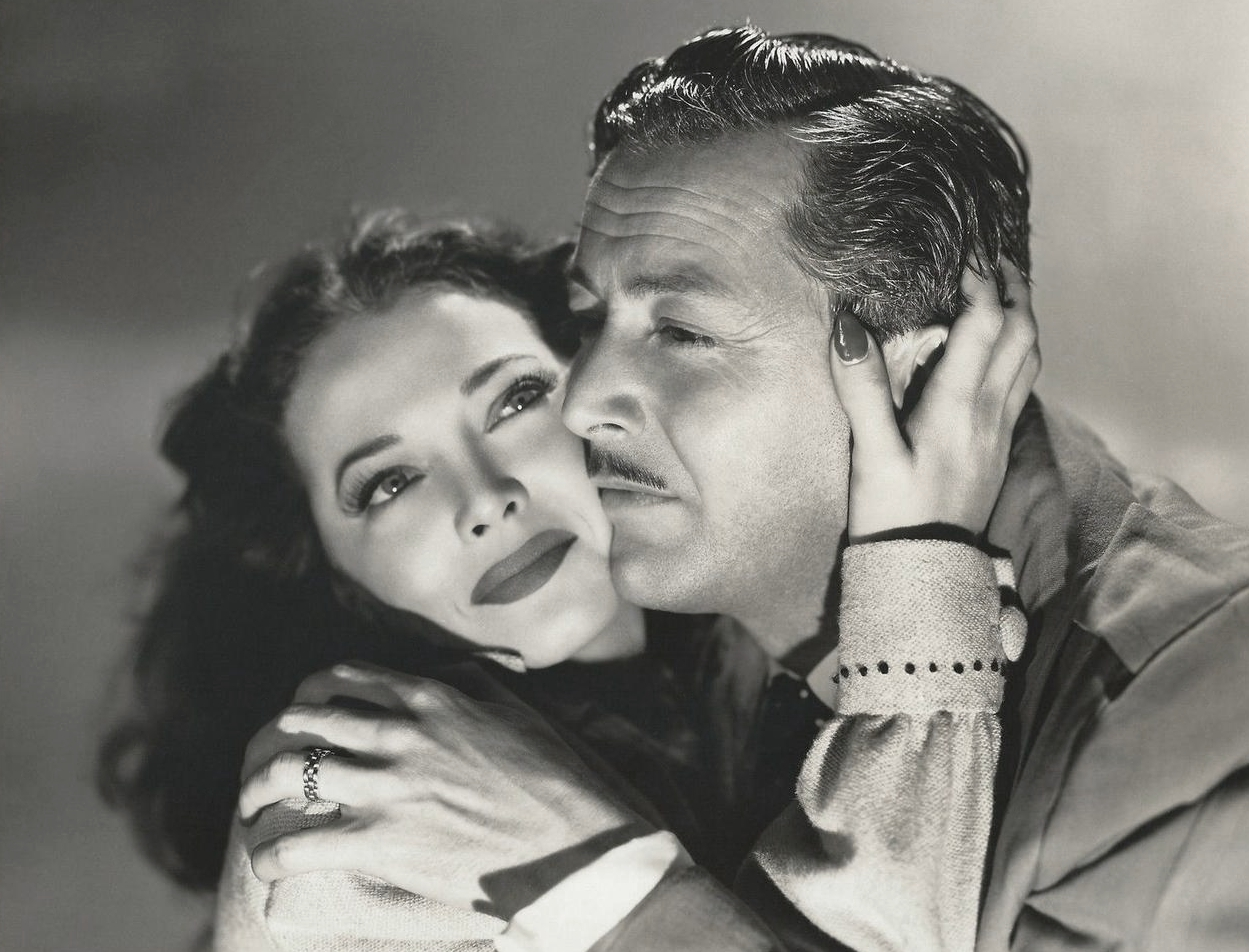
Robert Young mit Sylvia Sidney in Liebe zwischen Krieg und Frieden (1946)

Obwohl Young nie zu den Topstars und späteren Ikonen des klassischen Hollywood-Kinos zählte, gehörten zu seinen Filmpartnerinnen berühmte Kolleginnen wie Katharine Hepburn, Margaret Sullavan, Norma Shearer, Joan Crawford, Greer Garson, Claudette Colbert, Luise Rainer und Hedy Lamarr. Nach dem Ende seines Vertrages mit Metro-Goldwyn-Mayer war er als freier Schauspieler für verschiedene Studios wie 20th Century Fox, United Artists und RKO Radio Pictures tätig. Dadurch erhielt er auch die Chance, etwas von seinem gutbürgerlichen Leinwandimage abzurücken und auch Figuren mit Schattenseiten zu spielen. Zu seinen bekanntesten Filmen der 1940er-Jahre zählen die auf Oscar Wilde basierende Geisterkomödie Das Gespenst von Canterville, der Film noir Im Kreuzfeuer und die starbesetzte Literaturverfilmung Das Schicksal der Irene Forsyte, für die er 1949 nochmals kurz zu MGM zurückkehrte.
In den 1950er-Jahren ließen die Filmangebote zusehends nach, doch konnte Young im Fernsehen eine Zweitkarriere starten, die seine Kinoerfolge noch übertraf. Von 1954 bis 1960 erlangte er große Popularität als Versicherungskaufmann und Familienvater Jim Anderson in der Familienserie Vater ist der Beste, die zu einer der erfolgreichsten US-Serien der 1950er-Jahre wurde. Bereits ab 1949 hatte Young diese Figur in einer mit Father Knows Best betitelten Radioserie gesprochen. Mit seiner Darstellung des Jim Anderson prägte Young für die Amerikaner der Nachkriegszeit das Idealbild des weisen und gütigen amerikanischen Familienvaters. Young beendete die Serie 1960 auf dem Höhepunkt ihrer Beliebtheit, auch da er sich von der Rolle zunehmend gelangweilt zeigte. In den Jahren 1961 und 1962 spielte er die Hauptrolle der kurzlebigen Sitcom Window on Main Street, anschließend hatte er Gastauftritte in einigen anderen Serien. Ab 1969 wurde die Arztserie Dr. med. Marcus Welby ein weiterer Dauerbrenner, in der er die Titelrolle eines sympathischen und erfahrenen Hausarztes übernahm. Die Serie lief bis 1976. Er drehte in den Jahren 1984 und 1987 noch zwei Fernsehfilme in der Rolle des Dr. Marcus Welby, danach beendete er seine Karriere.
Seine Fernseharbeit bescherte Young auch drei Emmys: zwei für seine Rolle in Vater ist der Beste und einen für Dr. med. Marcus Welby. Für seine Darstellung des Dr. Marcus Welby erhielt er außerdem einen Golden Globe Award. Seit 1960 sind ihm ferner auf dem Hollywood Walk of Fame drei Sterne in den Kategorien Film (6933 Hollywood Blvd.), Fernsehen (6360 Hollywood Blvd.) und Radio (1620 Vine Street) gewidmet.

## Privates
Robert Young war von 1933 bis zu deren Tod 1994 mit Elizabeth Louise Henderson verheiratet. Er war Vater von vier Töchtern und Großvater von sechs Enkelkindern.
Im Gegensatz zu seinem Leinwandimage hatte Young privat lange mit Depressionen und Alkoholismus zu kämpfen. 1991 geriet er durch einen Suizidversuch in die Schlagzeilen. Der zuletzt an Alzheimer erkrankte Schauspieler starb 1998 im Alter von 91 Jahren an Herzversagen. Sein Grab befindet sich im Forest Lawn Memorial Park in Glendale, Kalifornien.

## Filmografie (Auswahl)
- 1928: The Campus Vamp (Kurzfilm)
- 1931: Charlie Chan – Der Tod ist ein schwarzes Kamel (The Black Camel)
- 1931: Die Sünde der Madelon Claudet (The Sin of Madelon Claudet)
- 1931: Wolkenstürmer (Hell Divers)
- 1932: Strange Interlude
- 1932: Der falsche Torero (The Kid from Spain)
- 1933: Today We Live
- 1933: Die Hölle aus Stahl (Hell Below)
- 1933: Die Hafen-Annie (Tugboat Annie)
- 1934: Die Rothschilds (The House of Rothschild)
- 1934: Hollywood Party
- 1934: Paris Interlude
- 1935: Helden von heute (West Point of the Air)
- 1935: Fräulein Wirbelwind (Vagabond Lady)
- 1935: Mädchen von heute (Red Salute)
- 1935: Was geschah gestern? (Remember Last Night?)
- 1935: Frauen – Launen (The Bride Comes Home)
- 1936: Geheimagent (Secret Agent)
- 1936: The Bride Walks Out
- 1936: The Longest Night
- 1936: Sonnenscheinchen (Stowaway)
- 1937: Ich traf ihn in Paris (I Met Him in Paris)
- 1937: Finale in St. Petersburg (The Emperor’s Candlesticks)
- 1937: Die Braut trug Rot (The Bride Wore Red)
- 1937: Seekadetten (Navy Blue and Gold)
- 1938: Drei Männer im Paradies (Paradise for Three)
- 1938: Three Comrades
- 1938: Rich Man, Poor Girl
- 1938: Brennendes Feuer der Leidenschaft (The Shining Hour)
- 1939: Südsee-Nächte (Honolulu)
- 1939: Bridal Suite
- 1939: Maisie
- 1939: Miracles for Sale
- 1940: Nordwest-Passage (Northwest Passage)
- 1940: Tödlicher Sturm (The Mortal Storm)
- 1940: Sporting Blood
- 1940: Dr. Kildare: Verhängnisvolle Diagnose (Dr. Kildare’s Crisis)
- 1941: Überfall der Ogalalla (Western Union)
- 1941: The Trial of Mary Dugan
- 1941: Lady Be Good
- 1941: Married Bachelor
- 1941: H.M. Pulham, Esq.
- 1942: Joe Smith, American
- 1942: Cairo
- 1942: Journey for Margaret
- 1943: Slightly Dangerous
- 1943: Sweet Rosie O’Grady
- 1943: Claudia
- 1944: Das Gespenst von Canterville (The Canterville Ghost)
- 1945: Mit den Augen der Liebe (The Enchanted Cottage)
- 1945: Those Endearing Young Charms
- 1946: Claudia and David
- 1946: Liebe zwischen Krieg und Frieden (The Searching Wind)
- 1946: Lady Luck
- 1947: They Won’t Believe Me
- 1947: Im Kreuzfeuer (Crossfire)
- 1948: Blut und Gold (Relentless)
- 1948: Belvedere, das verkannte Genie (Sitting Pretty)
- 1949: Adventure in Baltimore
- 1949: Das Schicksal der Irene Forsyte (That Forsyte Woman)
- 1949: Noras schwache Stunde (Bride for Sale)
- 1949: Zwei Männer und drei Babies (And Baby Makes Three)
- 1950: The Second Woman
- 1951: Goodbye, My Fancy
- 1952: An der Spitze der Apachen (The Half-Breed)
- 1954: Das Geheimnis der Inkas (Secret of the Incas)
- 1954–1960: Vater ist der Beste (Father Knows Best, Fernsehserie, 202 Folgen)
- 1961–1962: Window on Main Street (Fernsehserie, 32 Folgen)
- 1965: Stationsarzt Dr. Kildare (Dr. Kildare, Fernsehserie, eine Folge)
- 1968: The Name of the Game (Fernsehserie, Folge 1x09)
- 1969–1976: Dr. med. Marcus Welby (Marcus Welby, M.D., Fernsehserie, 170 Folgen)
- 1971: Vanished (Fernsehzweiteiler)
- 1971/1974: Owen Marshall – Strafverteidiger (Owen Marshall, Fernsehserie, zwei Folgen)
- 1972: All My Darling Daughters (Fernsehfilm)
- 1973: My Darling Daughters’ Anniversary (Fernsehfilm)
- 1977: The Father Knows Best Reunion (Fernsehfilm)
- 1977: Father Knows Best: Home for Christmas (Fernsehfilm)
- 1978: Little Women (Fernsehzweiteiler)
- 1984: Chefarzt Dr. Welby (The Return of Marcus Welby, M.D., Fernsehfilm)
- 1987: Kampf um Liebe (A Conspiracy of Love, Fernsehfilm)
- 1987: Marcus Welby, M.D.: A Holiday Affair (Fernsehfilm)

## Auszeichnungen
Golden Globe Award
- 1970: Nominierung in der Kategorie Bester Serien-Hauptdarsteller – Drama für Dr. med Marcus Welby
- 1971: Nominierung in der Kategorie Bester Serien-Hauptdarsteller – Drama für Dr. med Marcus Welby
- 1972: Bester Serien-Hauptdarsteller – Drama für Dr. med Marcus Welby
- 1973: Nominierung in der Kategorie Bester Serien-Hauptdarsteller – Drama für Dr. med Marcus Welby
- 1974: Nominierung in der Kategorie Bester Serien-Hauptdarsteller – Drama für Dr. med Marcus Welby

Emmy
- 1956: Nominierung in der Kategorie Bester Seriendarsteller für Vater ist der Beste
- 1957: Bester Darsteller in einer Dramaserie für Vater ist der Beste
- 1958: Bester Hauptdarsteller in einer Drama- oder Comedyserie für Vater ist der Beste
- 1959: Nominierung in der Kategorie Bester Hauptdarsteller in einer Comedyserie für Vater ist der Beste
- 1970: Bester Hauptdarsteller in einer Dramaserie für Dr. med Marcus Welby
- 1971: Nominierung in der Kategorie Bester Hauptdarsteller in einer Dramaserie für Dr. med Marcus Welby
- 1971: Nominierung in der Kategorie Bester Nebendarsteller in einem Fernsehdrama für Vanished
- 1972: Nominierung in der Kategorie Bester Hauptdarsteller in einer Dramaserie für Dr. med Marcus Welby

Weitere
- 1942: National Board of Review Award für H.M. Pulham, Esq., Joe Smith, American und Journey for Margaret
- 1960: Drei Sterne auf dem Hollywood Walk of Fame in den Kategorien Film, Fernsehen und Radio